# Tony Delk
Tony Lorenzo Delk (Covington, 28 gennaio 1974) è un ex cestista e allenatore di pallacanestro statunitense, professionista nella NBA e in Grecia.

## Carriera
È stato selezionato dagli Charlotte Hornets al primo giro del Draft NBA 1996 (16ª scelta assoluta).

## Statistiche

### College
| Anno      | Squadra           | PG  | PT  | MP   | TC%  | 3P%  | TL%  | RP  | AP  | PRP | SP  | PP   |
| --------- | ----------------- | --- | --- | ---- | ---- | ---- | ---- | --- | --- | --- | --- | ---- |
| 1992-1993 | Kentucky Wildcats | 30  | 0   | 9,6  | 45,2 | 35,3 | 72,7 | 1,9 | 0,7 | 0,6 | 0,1 | 4,5  |
| 1993-1994 | Kentucky Wildcats | 34  | 34  | 28,1 | 45,5 | 37,4 | 63,9 | 4,5 | 1,7 | 1,9 | 0,6 | 16,6 |
| 1994-1995 | Kentucky Wildcats | 33  | 32  | 29,1 | 47,8 | 39,1 | 67,4 | 3,3 | 2,0 | 1,6 | 0,3 | 16,7 |
| 1995-1996 | Kentucky Wildcats | 36  | 36  | 26,3 | 49,4 | 44,3 | 80,0 | 4,2 | 1,8 | 1,9 | 0,4 | 17,8 |
| Carriera  | Carriera          | 133 | 102 | 23,7 | 47,4 | 39,7 | 70,9 | 3,5 | 1,6 | 1,5 | 0,3 | 14,2 |

### NBA

#### Regular Season
| Anno      | Squadra           | PG  | PT  | MP   | TC%  | 3P%  | TL%  | RP  | AP  | PRP | SP  | PP   |
| --------- | ----------------- | --- | --- | ---- | ---- | ---- | ---- | --- | --- | --- | --- | ---- |
| 1996-1997 | Charlotte Hornets | 61  | 1   | 14,2 | 46,5 | 46,4 | 82,4 | 1,6 | 1,6 | 0,6 | 0,1 | 5,4  |
| 1997-1998 | Charlotte Hornets | 3   | 0   | 11,3 | 75,0 | 100  | 50,0 | 0,7 | 1,0 | 0,0 | 0,0 | 2,7  |
| 1997-1998 | G.S. Warriors     | 74  | 9   | 22,3 | 39,2 | 26,3 | 73,8 | 2,3 | 2,3 | 1,0 | 0,2 | 10,4 |
| 1998-1999 | G.S. Warriors     | 36  | 13  | 17,5 | 36,4 | 24,2 | 64,8 | 1,5 | 2,6 | 0,4 | 0,2 | 6,8  |
| 1999-2000 | Sacramento Kings  | 46  | 1   | 14,8 | 43,0 | 22,5 | 79,7 | 1,9 | 1,2 | 0,8 | 0,1 | 6,4  |
| 2000-2001 | Phoenix Suns      | 82  | 11  | 27,9 | 41,5 | 32,1 | 78,7 | 3,2 | 2,0 | 0,9 | 0,2 | 12,3 |
| 2001-2002 | Phoenix Suns      | 41  | 1   | 21,4 | 39,9 | 32,0 | 83,6 | 3,0 | 2,0 | 0,8 | 0,1 | 10,6 |
| 2001-2002 | Boston Celtics    | 22  | 16  | 25,9 | 34,9 | 29,9 | 73,3 | 3,6 | 2,3 | 1,0 | 0,3 | 7,4  |
| 2002-2003 | Boston Celtics    | 67  | 39  | 28,0 | 41,6 | 39,5 | 78,2 | 3,5 | 2,2 | 1,1 | 0,1 | 9,8  |
| 2003-2004 | Dallas Mavericks  | 33  | 11  | 15,4 | 38,0 | 30,3 | 84,1 | 1,8 | 0,8 | 0,8 | 0,2 | 6,0  |
| 2004-2005 | Atlanta Hawks     | 56  | 1   | 23,9 | 41,6 | 35,6 | 75,7 | 2,3 | 1,9 | 0,8 | 0,1 | 11,9 |
| 2005-2006 | Atlanta Hawks     | 1   | 0   | 7,0  | 0,0  | -    | 100  | 2,0 | 0,0 | 0,0 | 0,0 | 2,0  |
| 2005-2006 | Detroit Pistons   | 23  | 0   | 16,4 | 44,4 | 42,6 | 72,0 | 2,2 | 1,4 | 0,6 | 0,0 | 7,8  |
| Carriera  | Carriera          | 545 | 103 | 21,5 | 40,8 | 34,3 | 76,9 | 2,5 | 1,9 | 0,8 | 0,1 | 9,1  |

#### Playoffs
| Anno     | Squadra           | PG | PT | MP   | TC%  | 3P%  | TL%  | RP  | AP  | PRP | SP  | PP   |
| -------- | ----------------- | -- | -- | ---- | ---- | ---- | ---- | --- | --- | --- | --- | ---- |
| 1997     | Charlotte Hornets | 3  | 1  | 28,3 | 41,9 | 38,5 | -    | 3,3 | 2,0 | 0,7 | 0,0 | 10,3 |
| 2000     | Sacramento Kings  | 5  | 0  | 20,2 | 43,9 | 60,0 | 73,9 | 3,6 | 1,4 | 0,6 | 0,0 | 11,2 |
| 2001     | Phoenix Suns      | 4  | 0  | 28,5 | 41,9 | 40,0 | 63,6 | 4,0 | 1,0 | 0,8 | 0,0 | 11,8 |
| 2002     | Boston Celtics    | 14 | 0  | 16,2 | 35,4 | 39,4 | 58,3 | 2,4 | 1,1 | 0,6 | 0,4 | 4,7  |
| 2003     | Boston Celtics    | 10 | 10 | 36,8 | 47,4 | 44,9 | 87,5 | 4,7 | 3,6 | 1,2 | 0,4 | 15,8 |
| 2004     | Dallas Mavericks  | 1  | 0  | 5,0  | -    | -    | -    | 1,0 | 2,0 | 1,0 | 0,0 | 0,0  |
| 2006     | Detroit Pistons   | 16 | 0  | 8,6  | 40,4 | 20,0 | 70,0 | 1,1 | 0,5 | 0,4 | 0,0 | 3,0  |
| Carriera | Carriera          | 53 | 11 | 19,6 | 42,5 | 40,0 | 75,0 | 2,7 | 1,5 | 0,7 | 0,2 | 7,7  |

## Palmarès

### Club
- Campione NCAA (1996)
- Campionato greco: 1

Panathinaikos: 2006-07
- Coppa di Grecia: 1

Panathinaikos:	2006-07
- Eurolega: 1

Panathinaikos: 2006-07

### Individuale
- McDonald's All-American Game (1992)
- NCAA Final Four Most Outstanding Player (1996)
- NCAA AP All-America Second Team (1996)